# Peyzieux-sur-Saône
Peyzieux-sur-Saône est une commune française du département de l'Ain, dans la région Auvergne-Rhône-Alpes.

## Géographie
Peyzieux-sur-Saône se situe sur la rive gauche de la Saône à environ 19 km au sud de Mâcon et environ 17 km au nord-est de Villefranche-sur-Saône, deux villes sur la rive droite.
Dans la plaine de la Saône, son territoire se trouve entre la Saône à l'ouest et la ligne à grande vitesse Sud-Est.

### Climat
Pour des articles plus généraux, voir Climat d'Auvergne-Rhône-Alpes et Climat de l'Ain.
En 2010, le climat de la commune est de type climat océanique dégradé des plaines du Centre et du Nord, selon une étude du CNRS s'appuyant sur une série de données couvrant la période 1971-2000. En 2020, Météo-France publie une typologie des climats de la France métropolitaine dans laquelle la commune est dans une zone de transition entre le climat semi-continental et le climat de montagne et est dans la région climatique Bourgogne, vallée de la Saône, caractérisée par un bon ensoleillement (1 900 h/an), un été chaud (18,5 °C), un air sec au printemps et en été et des vents faibles.
Pour la période 1971-2000, la température annuelle moyenne est de 11,3 °C, avec une amplitude thermique annuelle de 17,7 °C. Le cumul annuel moyen de précipitations est de 827 mm, avec 9,6 jours de précipitations en janvier et 7,2 jours en juillet. Pour la période 1991-2020, la température moyenne annuelle observée sur la station météorologique de Météo-France la plus proche, sur la commune de Baneins à 7 km à vol d'oiseau, est de 12,7 °C et le cumul annuel moyen de précipitations est de 880,2 mm,. Pour l'avenir, les paramètres climatiques de la commune estimés pour 2050 selon différents scénarios d'émission de gaz à effet de serre sont consultables sur un site dédié publié par Météo-France en novembre 2022.

## Urbanisme

### Typologie
Au 1er janvier 2024, Peyzieux-sur-Saône est catégorisée commune rurale à habitat dispersé, selon la nouvelle grille communale de densité à 7 niveaux définie par l'Insee en 2022.
Elle est située hors unité urbaine et hors attraction des villes,.

### Occupation des sols
L'occupation des sols de la commune, telle qu'elle ressort de la base de données européenne d’occupation biophysique des sols Corine Land Cover (CLC), est marquée par l'importance des territoires agricoles (77,6 % en 2018), en diminution par rapport à 1990 (78,6 %). La répartition détaillée en 2018 est la suivante : 
terres arables (54,5 %), forêts (17,3 %), prairies (15,1 %), zones agricoles hétérogènes (8 %), zones urbanisées (3,9 %), eaux continentales (1,1 %).
L'évolution de l’occupation des sols de la commune et de ses infrastructures peut être observée sur les différentes représentations cartographiques du territoire : la carte de Cassini (XVIIIe siècle), la carte d'état-major (1820-1866) et les cartes ou photos aériennes de l'IGN pour la période actuelle (1950 à aujourd'hui).

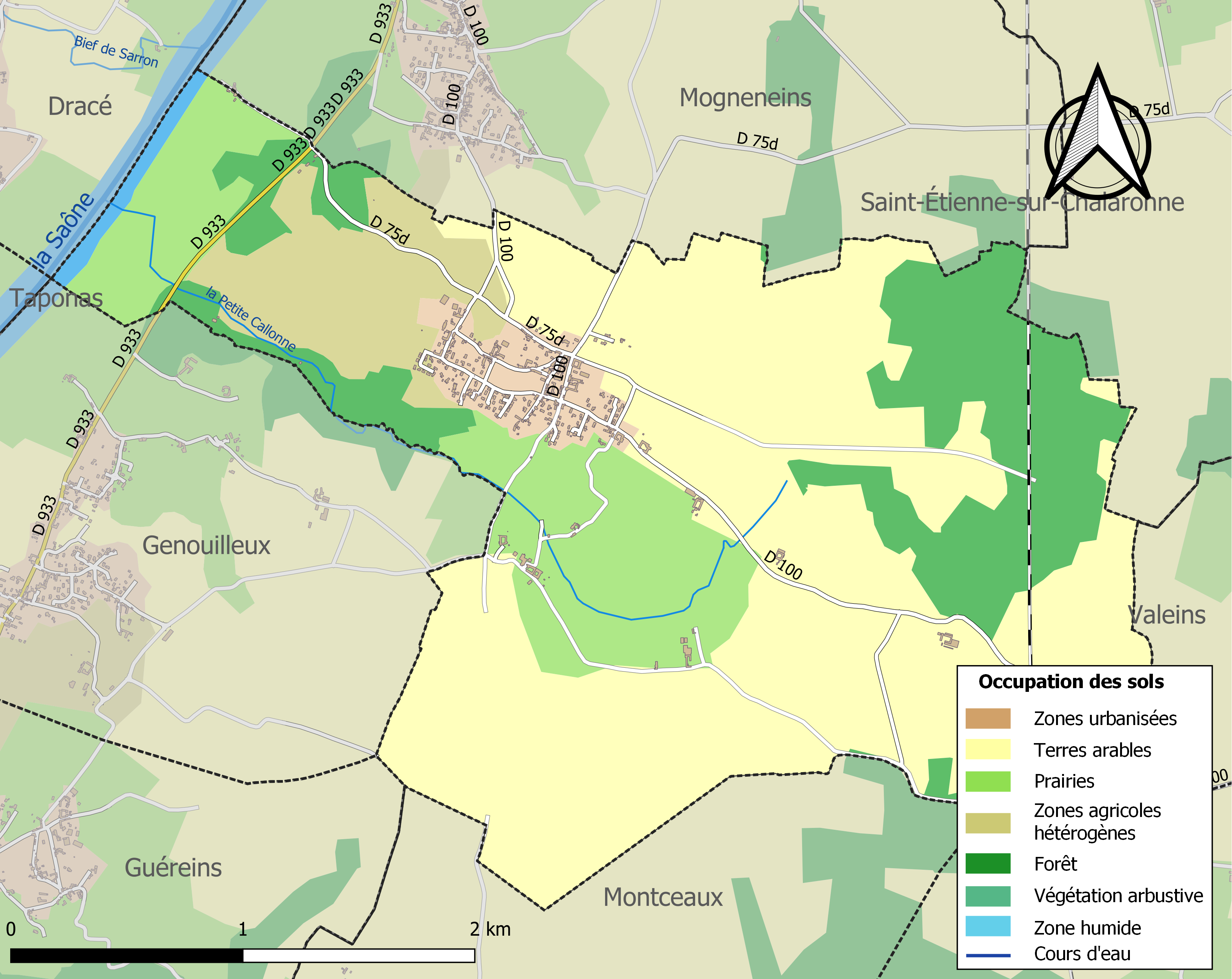
Carte des infrastructures et de l'occupation des sols de la commune en 2018 (CLC).

## Histoire
Village mentionné dès le Xe siècle.
Le 21 mai 1947 Peyzieux devient Peyzieux-sur-Saône.

## Politique et administration

### Découpage territorial
La commune de Peyzieux-sur-Saône est membre de la communauté de communes Val de Saône Centre, un établissement public de coopération intercommunale (EPCI) à fiscalité propre créé le 1er janvier 2017 dont le siège est à Montceaux. Ce dernier est par ailleurs membre d'autres groupements intercommunaux.
Sur le plan administratif, elle est rattachée à l'arrondissement de Bourg-en-Bresse, au département de l'Ain et à la région Auvergne-Rhône-Alpes. Sur le plan électoral, elle dépend du  canton de Châtillon-sur-Chalaronne pour l'élection des conseillers départementaux, depuis le redécoupage cantonal de 2014 entré en vigueur en 2015, et de la quatrième circonscription de l'Ain  pour les élections législatives, depuis le dernier découpage électoral de 2010.

### Administration municipale
| Période                                  | Période   | Identité         | Étiquette | Qualité                       |
| ---------------------------------------- | --------- | ---------------- | --------- | ----------------------------- |
| juin 1995                                | juin 2014 | Roger Thivolle   |           | Maire honoraire de la commune |
| juin 2014                                | En cours  | Monique Thivolle | SE        | Fonctionnaire                 |
| Les données manquantes sont à compléter. |           |                  |           |                               |

## Démographie
| 1793 | 1800 | 1806 | 1821 | 1831 | 1836 | 1841 | 1846 | 1851 |
| ---- | ---- | ---- | ---- | ---- | ---- | ---- | ---- | ---- |
| 250  | 266  | 426  | 448  | 456  | 450  | 448  | 516  | 443  |

| 1856 | 1861 | 1866 | 1872 | 1876 | 1881 | 1886 | 1891 | 1896 |
| ---- | ---- | ---- | ---- | ---- | ---- | ---- | ---- | ---- |
| 412  | 409  | 400  | 401  | 376  | 367  | 366  | 340  | 338  |

| 1901 | 1906 | 1911 | 1921 | 1926 | 1931 | 1936 | 1946 | 1954 |
| ---- | ---- | ---- | ---- | ---- | ---- | ---- | ---- | ---- |
| 339  | 318  | 329  | 263  | 248  | 249  | 255  | 271  | 239  |

| 1962 | 1968 | 1975 | 1982 | 1990 | 1999 | 2006 | 2011 | 2016 |
| ---- | ---- | ---- | ---- | ---- | ---- | ---- | ---- | ---- |
| 218  | 223  | 204  | 219  | 245  | 337  | 349  | 517  | 663  |

| 2021 | 2022 | - | - | - | - | - | - | - |
| ---- | ---- | - | - | - | - | - | - | - |
| 666  | 656  | - | - | - | - | - | - | - |

## Lieux et monuments

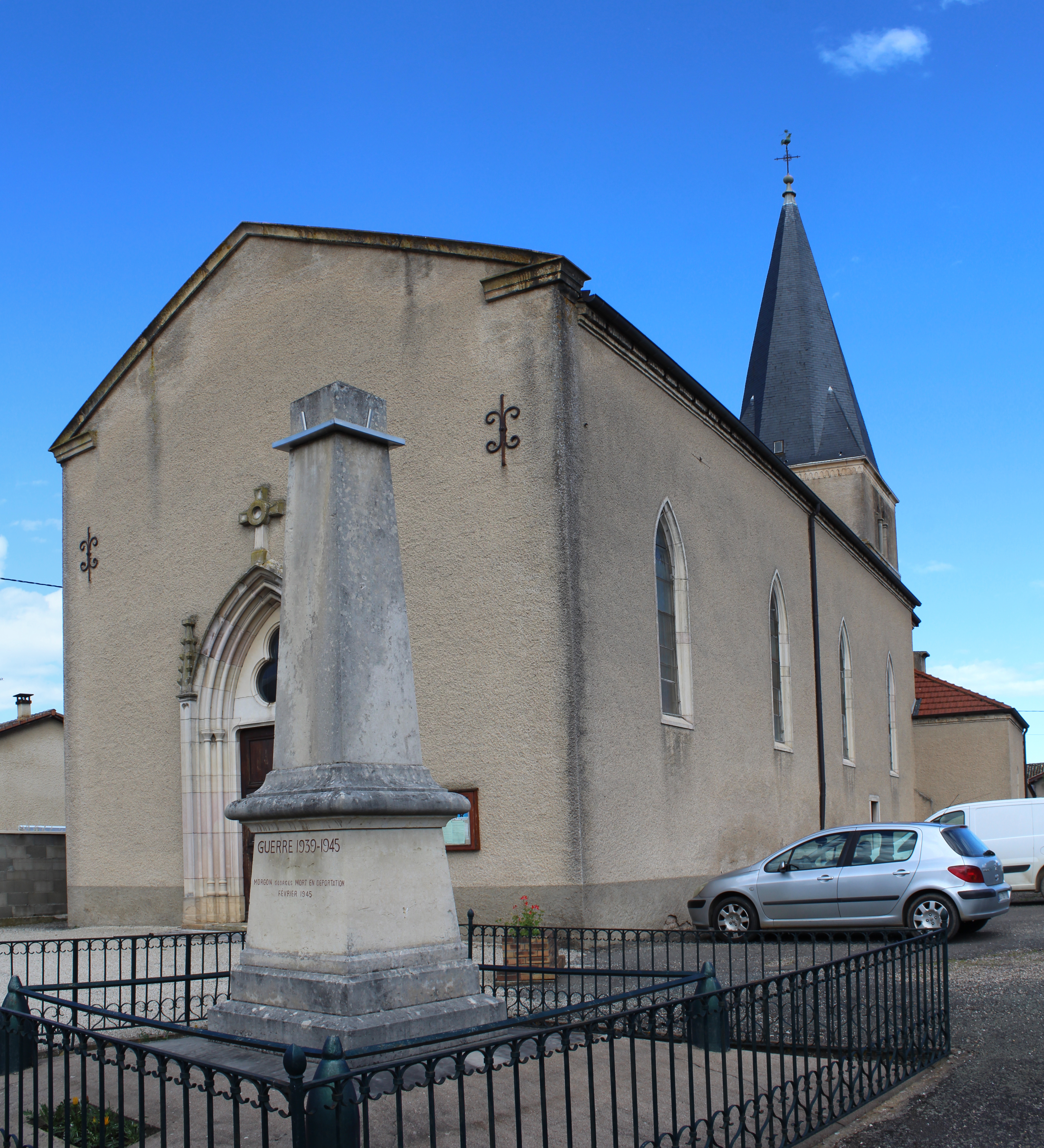
L'église Saint-Martin et le monument aux morts.

- Église Saint-Martin de Peyzieux-sur-Saône d'origine gothique du XVIe siècle.
- Lavoir du début du XXe siècle.

## Héraldique
| Blason de Peyzieux-sur-Saône | Blason  | D'azur à un fouet d'argent, le manche en pal la lanière formant la boucle d'un P majuscule, accompagné en pointe à senestre de trois épis de blés d'or empoignés et posés en barre; à un épi de maïs d'or feuillé de sinople brochant en bande sur le tout dans le canton dextre de la pointe. |
| Blason de Peyzieux-sur-Saône | Détails | Le statut officiel du blason reste à déterminer. |